# جيفري انثوفين
جيفري انثوفين (بالفرنسية: Geoffrey Enthoven) (و. 1974  م) هو مخرج أفلام، ومونتير، وكاتب سيناريو بلجيكي، بدأ مشواره المهني سنة 1999.

## وصلات خارجية
- جيفري انثوفين على موقع IMDb (الإنجليزية)
- جيفري انثوفين على موقع ألو سيني (الفرنسية)
- جيفري انثوفين على موقع أول موفي (الإنجليزية)
- جيفري انثوفين على موقع قاعدة بيانات الفيلم (الإنجليزية)
- جيفري انثوفين على موقع كينوبويسك (الروسية)